# あの娘がつくった塩むすび
「あの子がつくった塩むすび」（あのこがつくったしおむすび）は、1974年3月25日にキャニオンレコードから発売された、藤正樹の3枚目のシングル。

## 解説
- 紫色の学生服を着た藤正樹が歌う青春演歌。
- レコード・ジャケットには蒸気機関車が疾走する写真が用いられている。
- 藤は、日本テレビの人気オーディション番組『スター誕生!』出身[1]。ホリプロより「演歌の怪物ハイセイコー」というキャッチフレーズで売り出された。

## 収録曲
- 作詞：西沢爽／作曲：遠藤実[2]

1. あの娘がつくった塩むすび
2. ちくま川